# Android Lollipop
Android "Lollipop" és el nom en clau per al sistema operatiu mòbil Android desenvolupat per Google, que abasta versions entre 5.0 i 5.1.1, que només és compatible amb pedaços de seguretat. Es va donar a conèixer el 25 de juny de 2014 a la conferència Google I/O 2014, es va fer disponible a través oficials de les actualitzacions over-the-air (OTA) el 12 de novembre de 2014, per als dispositius seleccionats que executen distribucions d'Android amb servei de Google (com ara els dispositius Nexus i edicions de Google Play). El seu codi font va estar disponible el 3 de novembre de 2014.
Un dels canvis més importants en el llançament de Lollipop és una interfície d'usuari redissenyada al voltant d'un llenguatge de disseny conegut com a Material Design, que es va fer per mantenir una sensació de papers a la interfície. Altres canvis inclouen millores a les notificacions, que es poden accedir des de la pantalla de bloqueig i es mostren dins de les aplicacions com a pancartes a la part superior de la pantalla. Google també va fer canvis interns a la plataforma, amb el Android Runtime (ART) substituint oficialment Dalvik per millorar el rendiment de les aplicacions i els canvis destinats a millorar i optimitzar l'ús de la bateria.
A data del 23 de juliol de 2018, les estadístiques emeses per Google indiquen que el 20,4% de tots els dispositius Android que accedeixen a la Google Play executen Lollipop.
Lollipop és succeït per Marshmallow, que es va publicar a l'octubre de 2015.

## Desenvolupament
El llançament va ser anomenat amb un nom en clau intern com a "Lemon Meringue Pie". Android 5.0 va ser presentat per primera vegada sota el nom en clau "Android L" el 25 de juny de 2014 durant una la conferencia per a desenvolupadors Google I/O. Al costat de Lollipop, la presentació es va centrar en una sèrie de noves plataformes i tecnologies orientades a Android, incloent-hi Android TV, la plataforma per a cotxes Android Auto, la plataforma per a ordinadors corporals Android Wear, i la plataforma de seguiment de la salut Google Fit.
Part de la presentació es va dedicar a una nova plataforma creuada referit al llenguatge de disseny anomenat "Material Design". S'està ampliant a les "fitxes" motius vist per primera vegada a Google Now, es tracta d'un disseny amb un major ús de dissenys basats en la xarxa, animacions sensibles i transicions, farcits i efectes de profunditat, com ara il·luminació i ombres. El dissenyador Matías Duarte va explicar això "a diferència del paper real, el nostre material digital es pot expandir i reformar de manera intel·ligent. El material té superfícies físiques i vores. Les costures i les ombres proporcionen significat sobre el que podem tocar." El llenguatge de disseny de Material Desing no només s'utilitzarà a Android, sinó també a la gamma de programari web de Google, proporcionant una experiència coherent a totes les plataformes.

## Característiques
Android 5.0 introdueix un sistema de notificació actualitzat. Les notificacions individuals ara es mostren a les targetes per adherir-se al llenguatge de disseny de Material Design, i es poden agrupar lots de notificacions per l'aplicació que les produeix. Les notificacions es mostren ara a la pantalla de bloqueig com a targetes, i les notificacions "cap amunt" també es poden mostrar com a grans cartells a la part superior de la pantalla, juntament amb els seus respectius botons d'acció. També s'afegeix una característica de no molestar per a les notificacions. S'ha redissenyat el menú d'aplicacions recents per utilitzar una pila tridimensional de targetes per representar aplicacions obertes. Les aplicacions individuals també poden mostrar diverses targetes al menú de recents, com per a les pestanyes d'un navegador web obert.
Lollipop també conté funcions principals de noves plataformes per als desenvolupadors, amb més de 5.000 noves APIs afegides per al seu ús en aplicacions. Per exemple, hi ha la possibilitat de desar fotografies en un format d'imatge RAW. Addicionalment, la màquina virtual Dalvik va ser substituïda oficialment per Android Runtime (ART), que és un nou sistema d'execució que es va introduir com a tecnologia en vista prèvia a KitKat. ART és un sistema en temps d'execució multiplataforma que admet les arquitectures x86, ARM, i MIPS ambdós en entorns de 32 bits i 64 bits. A diferència de Dalvik, que utilitza la compilació en temps d'execució (JIT), ART compila les aplicacions després de la instal·lació, que després s'executen exclusivament a partir de la versió compilada.
Lollipop també pretén millorar el consum de la bateria a través d'una sèrie d'optimitzacions conegudes com a "Project Volta". Entre els seus canvis hi ha un nou mode de protecció de la bateria, les API de programació de feines que poden restringir certes tasques que només succeeixen amb Wi-Fi, i la combinació de tasques per reduir la quantitat total de temps que les ràdios internes estan actives. S'ha anomenat la nova eina de desenvolupador "Historial de la bateria" es pot utilitzar per fer el seguiment del consum de bateria de les aplicacions durant l'ús. Les API d'Extensió de paquets d'Android també proporciona funcions gràfiques com ara noves shaders, amb l'objectiu de proporcionar els gràfics amb un nivell de PC per a jocs 3D en dispositius Android.
També es van introduir diverses funcions orientades a l'empresa a nivell de sistema, sota la pancarta "Android for Work". El marc de seguretat de Samsung Knox inicialment es va planejar utilitzar com a base per a "Android for Work", sinó que Google va optar per utilitzar la seva pròpia tecnologia per assegurar les dades personals i orientades al treball en un dispositiu, juntament amb les API que l'acompanyaven per gestionar el medi ambient. Amb la funció "Bloqueig intel·ligent", els dispositius també es poden configurar perquè els usuaris no hagin de desbloquejar el dispositiu amb un PIN o patró quan es trobin en una ubicació de confiança o pròxim a un dispositiu de confiança Bluetooth o NFC tag. Lollipop, a més, hauria de tenir el xifrat del dispositiu activat per defecte en tots els dispositius capaços; no obstant això, a causa de problemes de rendiment, aquest canvi es va produir al seu successor, Android Marshmallow.

## Llançament
Una vista prèvia per a desenvolupadors d'Android L, amb la compilació LPV79, va ser llançada per al Nexus 5 i el Nexus 7 de 2013 el 26 de juny de 2014 en forma de imatges parpellejants. El codi font dels components amb la llicencia GPL de la vista prèvia per a desenvolupadors es va publicar a través del Projecte Open Source d'Android (AOSP) al juliol de 2014. Una segona versió de vista prèvia per a desenvolupadors, amb la compilació LPV81C, es va publicar el 7 d'agost de 2014, al costat de la versió beta de la plataforma de Google Fit i el SDK. Igual que amb la versió anterior, la segona versió de vista prèvia per a desenvolupadors només està disponible per al Nexus 5 i el Nexus 7 de 2013.
El 15 d'octubre de 2014, Google va anunciar oficialment que Android L seria conegut com a Android 5.0 "Lollipop". La companyia també va llançar dispositius de llançament per a Android 5.0 incloent el Motorola Nexus 6 i el HTC Nexus 9 per a la seva estrena el 3 de novembre de 2014. Google va declarar que Nexus (inclòs el Nexus 4, 5, 7, i el 10) i els dispositius Edició Google Play rebrà l'actualització de Lollipop "en les pròximes setmanes"; una versió més avançada que els desenvolupadors per als dispositius Nexus i una nova versió del SDK per als desenvolupadors d'aplicacions es publicaria el 17 d'octubre de 2014. Les dates dels dispositius Android de tercers pot variar segons el fabricant.
El codi font complet d'Android 5.0 va ser enviat al projecte AOSP el 3 de novembre de 2014, permetent als desenvolupadors i OEMs començar a produir les seves pròpies versions del sistema operatiu. El 2 de desembre de 2014, les imatges de fàbrica dels telèfons intel·ligents i tauletes Nexus es van actualitzar a la versió 5.0.1, que introdueix algunes correccions d'errors, i un greu error que afecta els dispositius Nexus 4 i evita que l'àudio funcioni durant les trucades telefòniques. Es va llançar una versió específica de Lollipop 5.0.2 (LRX22G) per al dispositiu Nexus 7 de primera generació el 19 de desembre de 2014.
Android 5.1, una versió actualitzada de Lollipop, es va donar a conèixer al febrer de 2015 com a part del llançament a Indonèsia de Android One, i està precargat en els dispositius Android One venuts a Indonèsia i Filipines. Google va anunciar oficialment 5.1 al llançar actualitzacions per als dispositius existents el 9 de març de 2015.
El 2015, Amazon.com va fer una branca de Lollipop per produir Fire OS 5 "Bellini" per a la sèrie de dispositius Amazon Fire HD.